# مراد إيشيك
مراد إيشيك Murat Işık (مواليد إزمير التركية في 11 سبتمبر 1977)، هو كاتب روائي ورجل قانون هولندي من أصل زازاي من تركيا، درس القانون في جامعة أمستردام وجامعة ولاية سان فرانسيسكو(en).فاز سنة 2018 بـجائزة ليبريس وهي أكبر جائزة أدبية في هولندا عن روايته كن غير مرئي (رواية) Wees Onzichtbaar.

## من أعماله
- رواية: كن غير مرئي (رواية) Wees Onzichtbaar
- كتاب: الموت المفاجئ لصديقي De onaangekondigde dood van mijn vriend
- قصص من إسطنبول Verhalen uit Istanbul).
- الأرض الضائعة Verloren grond

## الجوائز
- 2018 - جائزة ليبريس وهي أكبر جائزة أدبية في هولندا عن روايته كن غير مرئي (رواية) Wees Onzichtbaar.
- 2011 - جائزة الهجرة للأدب عن القصة القصيرة «السفر الأخير De laatste reis».
- 2007 - جائزة عن قصته القصيرة «ليمون ليمون» 'De purperen citroen'